# Maison d'Anhalt
Pour les articles homonymes, voir Anhalt.
La maison d'Anhalt est l'une des plus anciennes familles princières de l'Allemagne, une branche de la célèbre maison d'Ascanie issue de Henri Ier d'Anhalt qui reçut la principauté d'Anhalt à la suite du décès de son père le duc Bernard III de Saxe en 1212.

## Historique
Les Ascaniens, issus de la haute noblesse au XIe siècle, relevaient primitivement du duché de Saxe. D'abord comtes, puis princes immédiats du Saint-Empire, ils possédaient d'importants biens autour d'Aschersleben (Ascharia), de Ballenstedt et de Bernbourg en Ostphalie (dans la Saxe-Anhalt d'aujourd'hui). Albert l'Ours devint duc de Saxe en 1138 et préparera le terrain pour la marche de Brandebourg à partir de 1150.
Après la chute du duc Henri le Lion en 1180, les régions orientales de la Saxe (l'Ostphalie) vont donc passer entre les mains du fils d'Albert l'Ours, Bernard III. Les pays héréditairs des Ascaniens en 1212 se trouvait tout entière entre les mains de Henri Ier d'Anhalt, fils aîné de Bernard, lorsque son frère cadet Albert hérite du titre de duc. Dans un acte du 4 novembre 1213, Henri est cité comme comes Aschariae, plus tard également comme princeps in Anahalt, d'après le château d'Anhalt (de) près de Harzgerode.
L'État d'Anhalt se démembra pour la première fois en 1252 entre les fils de Henri Ier, et forma les quatre principautés de :
- Anhalt-Aschersleben sous Henri II le Gros,
- Anhalt-Bernbourg sous Bernard Ier, et de
- Anhalt-Zerbst (avec Köthen, Dessau et Coswig) sous Siegfried Ier.

La lignée d'Aschersleben disparaît déjà en 1315. En 1396, les fils survivants de Jean II d'Anhalt-Zerbst, les princes Sigismond Ier et Albert IV, ont créé les principautés d'Anhalt-Köthen et d'Anhalt-Dessau. La branche d'Anhalt-Bernbourg s'éteint en 1468, à la mort du prince Bernard VI, et son domaine revient à son cousin le prince Georges Ier d'Anhalt-Dessau.
Au début des temps modernes, l'influence politique des princes d'Anhalt a fortement diminué. Les principautés se sont associées au cercle de Haute-Saxe en 1512. En 1525, le prince Wolfgang d'Anhalt-Köthen est l'un des premiers princes du Saint-Empire à embrasser la Réforme protestante. À la suite de la mort de Georges III d'Anhalt-Dessau en 1553, du décès de Joachim d'Anhalt-Dessau en 1561 et de l'abdication de  Wolfgang d'Anhalt-Köthen l'année suivante, ses neveux Joachim-Ernest et Bernard VII de la lignée d'Anhalt-Zerbst se retrouvent seuls princes.
En 1603, la principauté est partagée à nouveau entre les fils de Joachim-Ernest :
- Jean-Georges Ier, prince d'Anhalt-Dessau ;
- Christian Ier, prince d'Anhalt-Bernbourg ;
- Rodolphe, prince d'Anhalt-Zerbst ;
- Louis, prince d'Anhalt-Köthen ;
- Auguste prince d'Anhalt-Plötzkau (en 1611).

L'Anhalt-Plötzkau disparaît en 1665 et ses domaines sont passés à l'Anhalt-Bernbourg, lorsque les princes de la lignée d'Anhalt-Plötzkau omt repris la principauté d'Anhalt-Köthen.

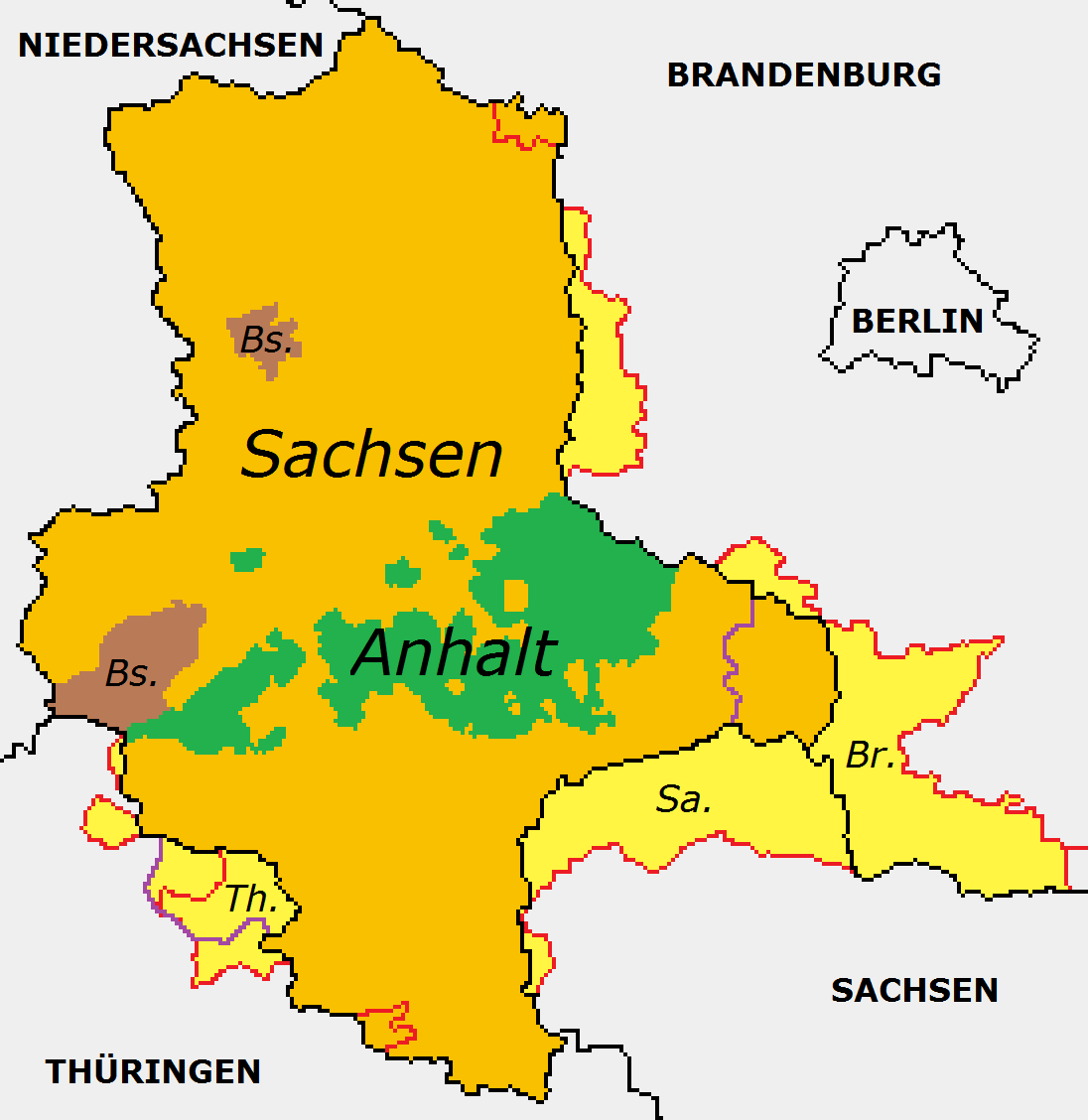
Le duché d'Anhalt (vert), dessiné à l'intérieur des frontières de l'actuel État fédéral de Saxe-Anhalt

Le prince d'Anhalt-Bernbourg est élevé au rang de duc (Herzog) par l'empereur François II. L'année suivante, l'Anhalt-Dessau et l'Anhalt-Köthen furent également faites duchés par Napoléon Ier. La lignée d'Anhalt-Zerbst était déjà éteinte en 1793 ; la branche d'Anhalt-Köthen s'éteignit en 1847. La lignée d'Anhalt-Bernbourg a eu pour dernier représentant Alexandre-Charles, mort sans héritier en 1863, et a été jointe à celle d'Anhalt-Dessau.
Après l'abdication de la maison d'Anhalt au cours de la révolution allemande de 1918-1919, la famille réside principalement au château de Ballenstedt (de). Le dernier duc souverain, Joachim-Ernest, fut temporairement emprisonné par les Nazis au camp de concentration de Dachau ; après la fin de la Seconde Guerre mondiale, il est à nouveau arrêté par les forces d'occupation soviétiques et meurt de maladie au camp spécial no 2 de Buchenwald. L'État libre d'Anhalt, né en 1918, fusionne avec la Saxe prussienne pour devenir le Land de Saxe-Anhalt en 1946.

## Personnalités
- Christian Ier d'Anhalt-Bernbourg (1568-1630), l'un des fondateurs et chefs militaires de l'Union protestante au début de la guerre de Trente Ans ;
- Léopold Ier d'Anhalt-Dessau (1676-1747), surnommé « le Vieux Dessau », général dans l'Armée prussienne ;
- Catherine II, née Sophie Frédérique Augusta d'Anhalt-Zerbst (1729-1796), surnommée la « Grande Catherine », impératrice de Russie ;
- Léopold III d'Anhalt-Dessau (1740-1817), monarque éclairé et créateur du royaume des jardins de Dessau-Wörlitz ;
- Frédérique-Charlotte de Brandebourg-Schwedt (1745-1808), surnommée la « princesse d'Anhalt-Dessau ».

## Résidences des différentes lignes

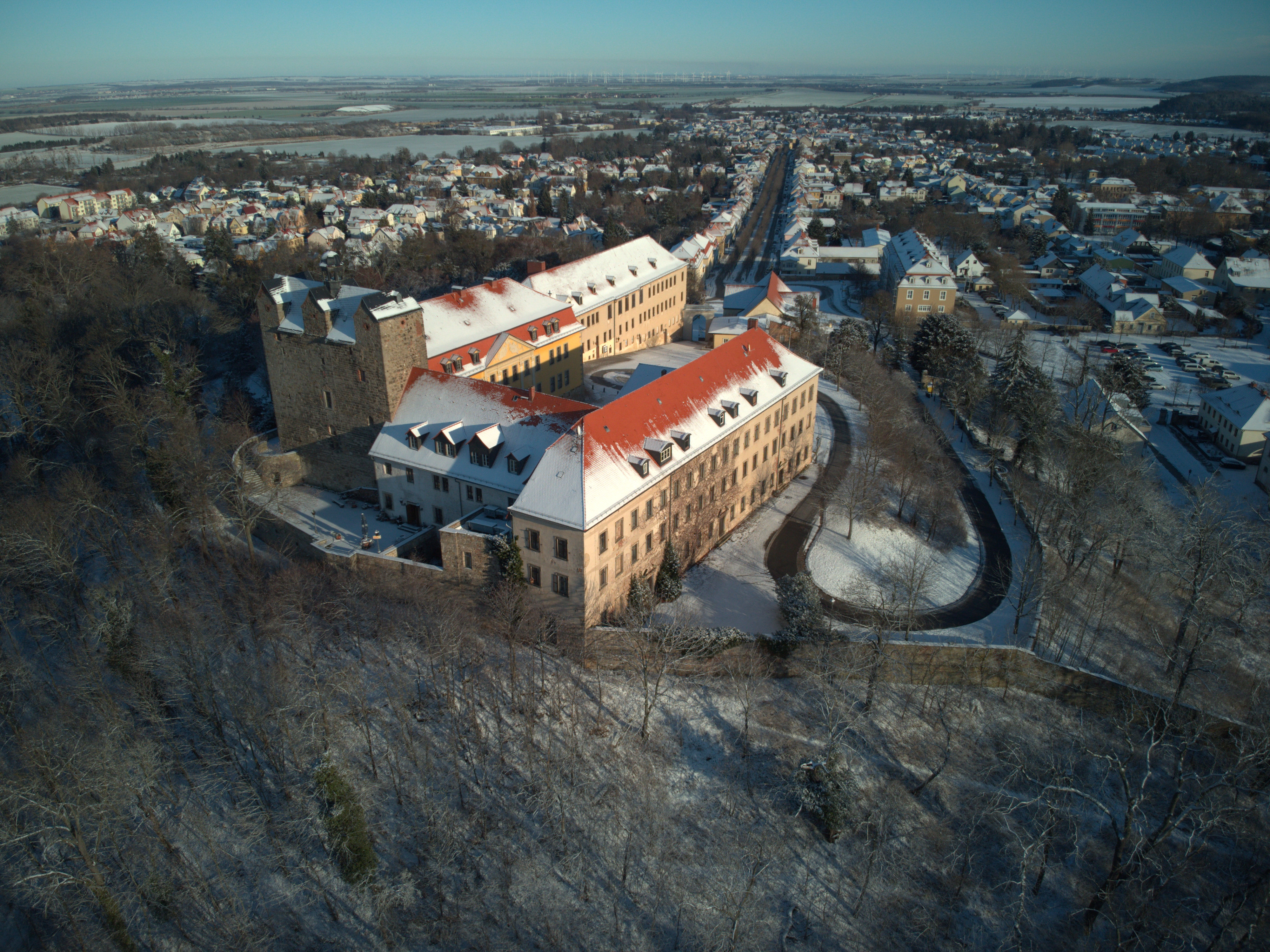
Le château de Ballenstedt (de), ancien monastère et lieu de sépulture de l'ancêtre Albert Ier de Brandebourg, depuis 1525 une des résidences
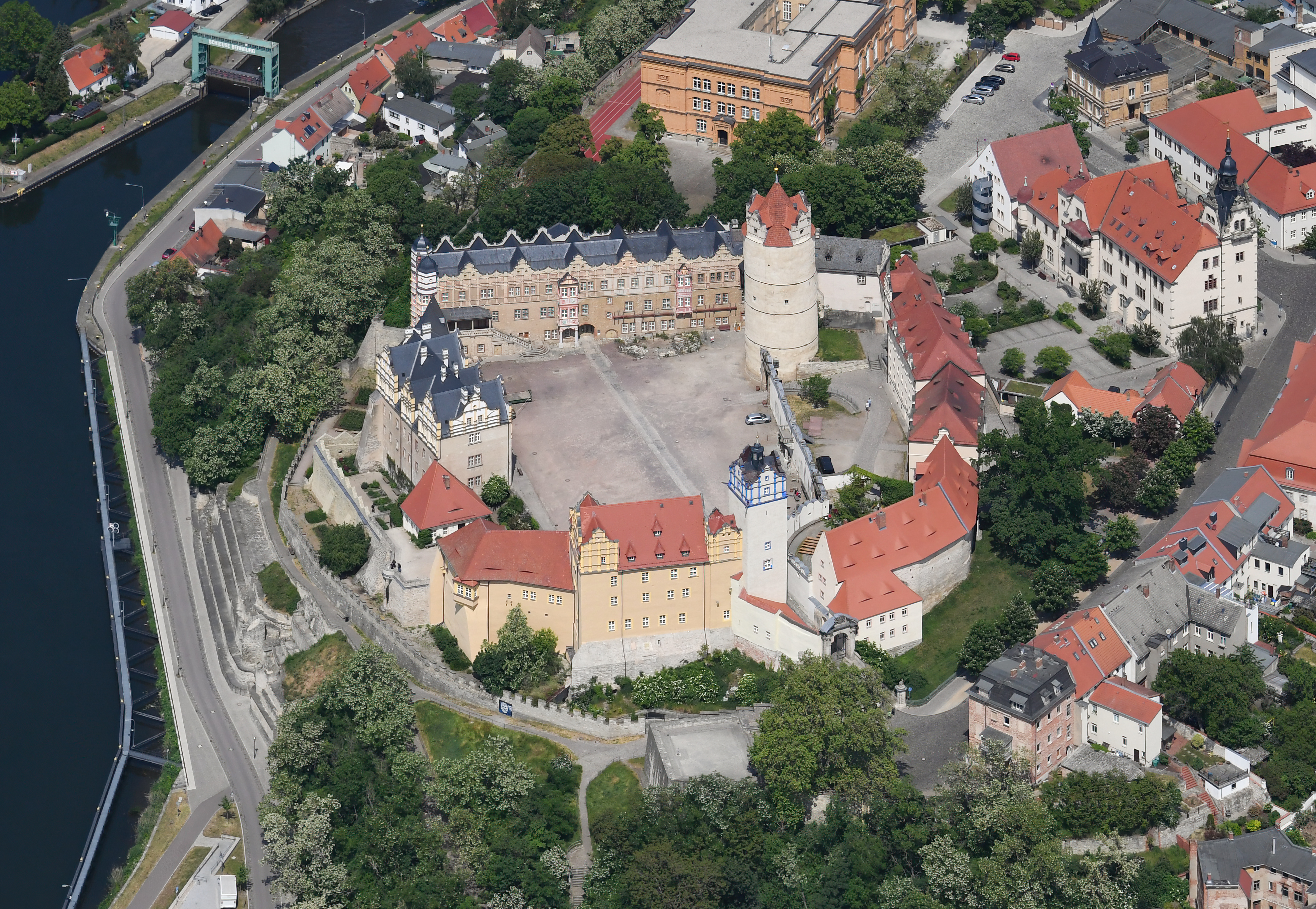
Château de Bernbourg (de), siège de la maison depuis 1138
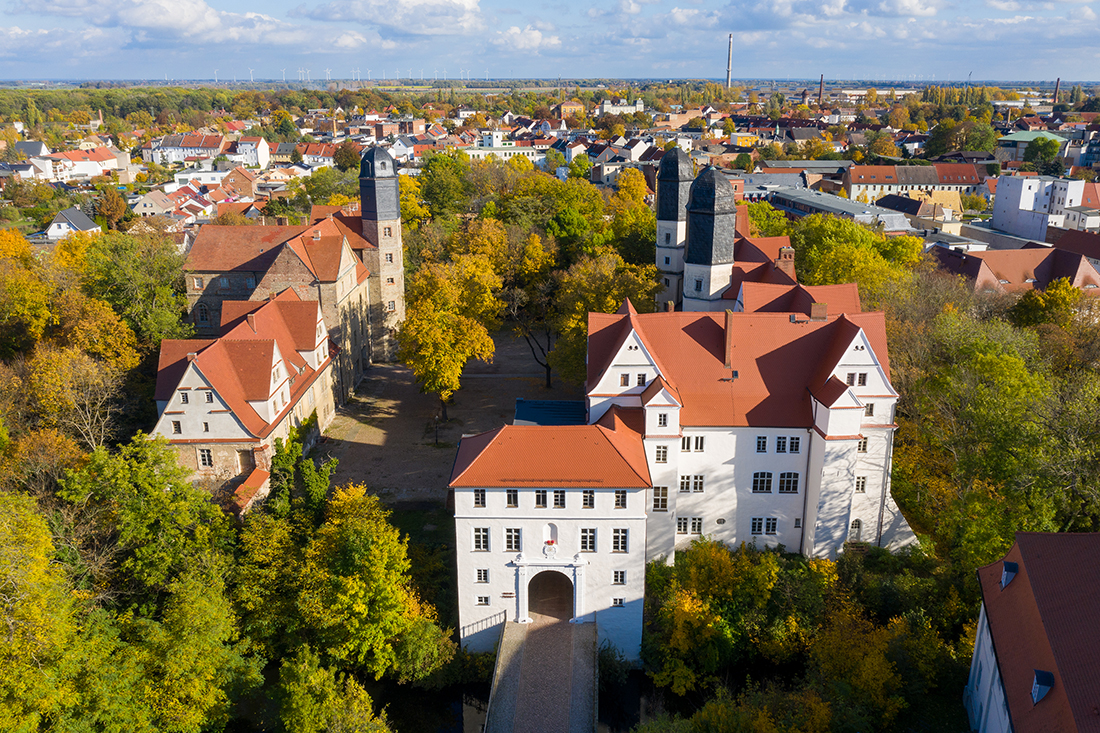
Château de Köthen (de). Albert I a conquis le château slave pour les Ascaniens, transformé plus tard en résidence.
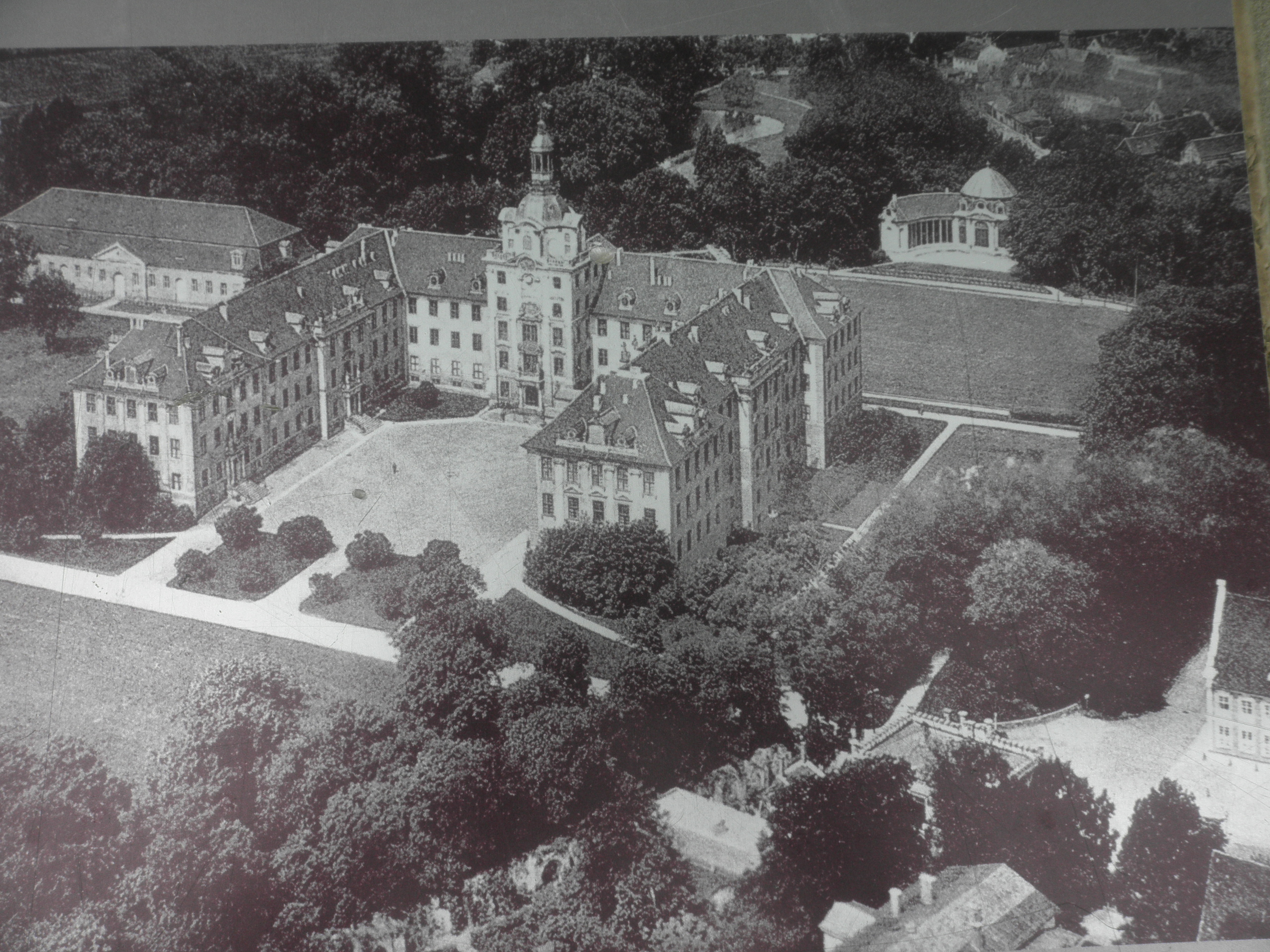
Château de Zerbst (de), en grande partie détruit en 1945 (photo historique)
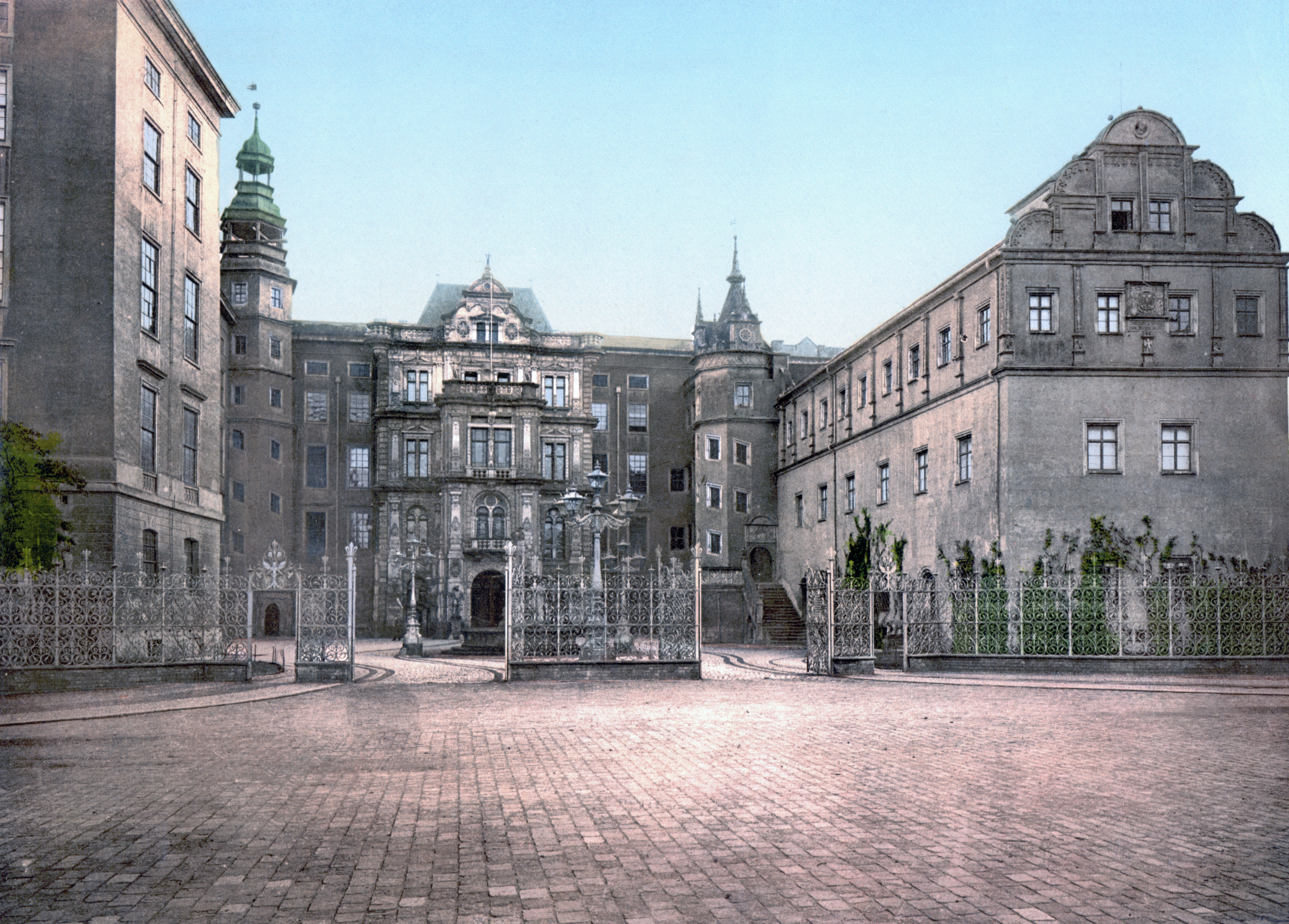
Château de Dessau (de), en grande partie détruit en 1945 (photo historique)
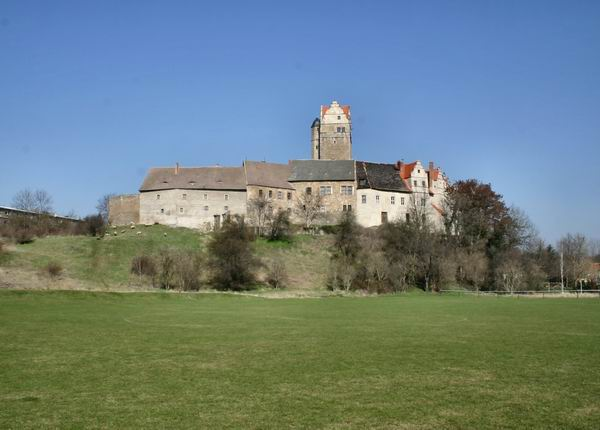
Château de Plötzkau (de), résidence d'une lignée secondaire

D'autres châteaux de la maison d'Anhalt, qui fonctionnaient davantage comme des résidences secondaires, des résidences d'été ou des résidences de veuves étaient : le château de Coswig (de) ; le château d'Oranienbaum (de), construit pour Henriette-Catherine d'Orange-Nassau ; le château de Dornburg (de) (près de Gommern), siège de la princesse veuve d'Anhalt-Zerbst, Jeanne-Élisabeth de Holstein-Gottorp, la mère de la tsarine Catherine la Grande, à partir de 1750 ; le château de Wörlitz (de), construit vers 1770 pour Léopold III d'Anhalt-Dessau, au centre d'un grand et célèbre parc, le royaume des jardins de Dessau-Wörlitz ; le château de Mosigkau.

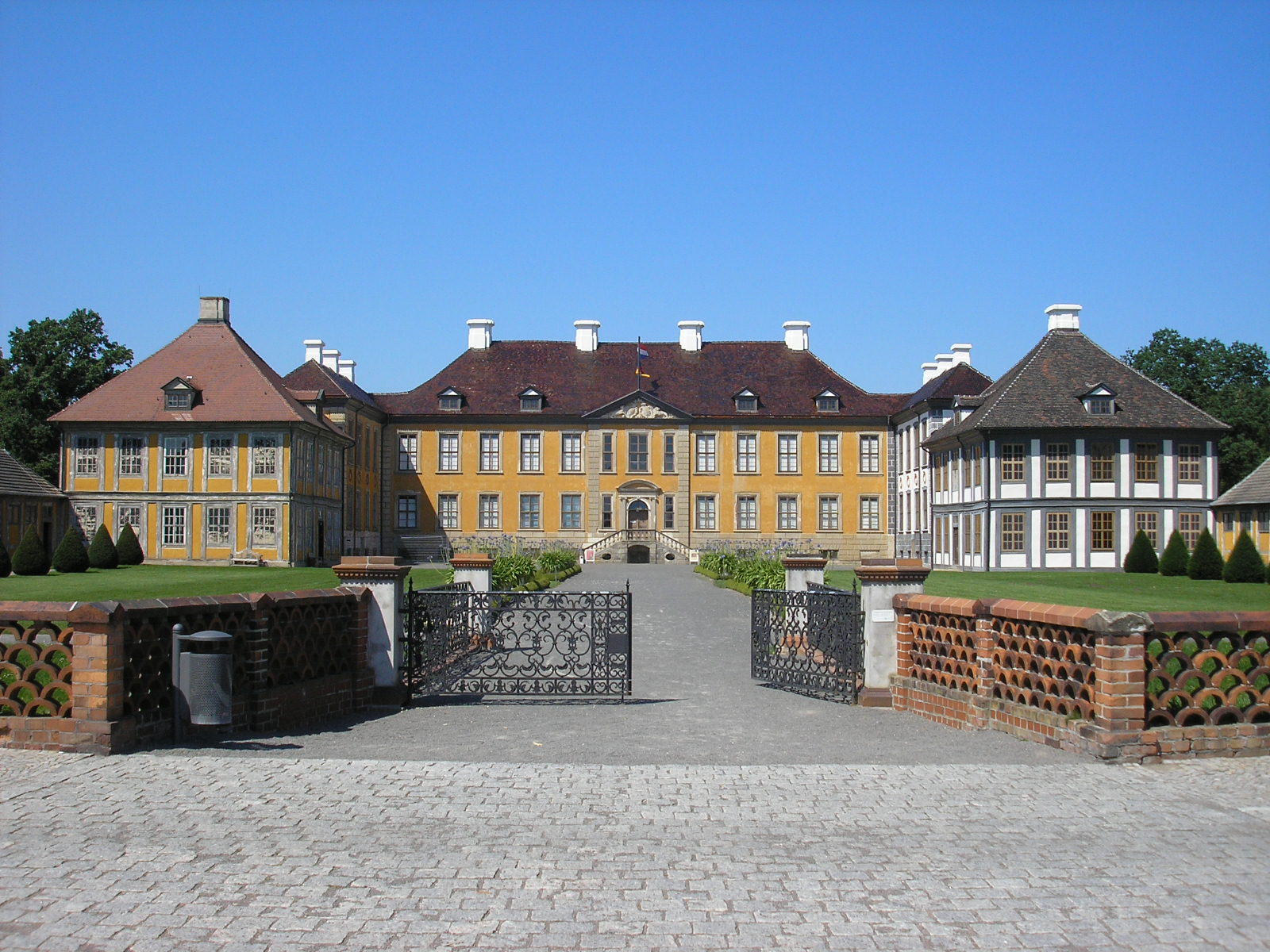
Château d'Oranienbaum (de)
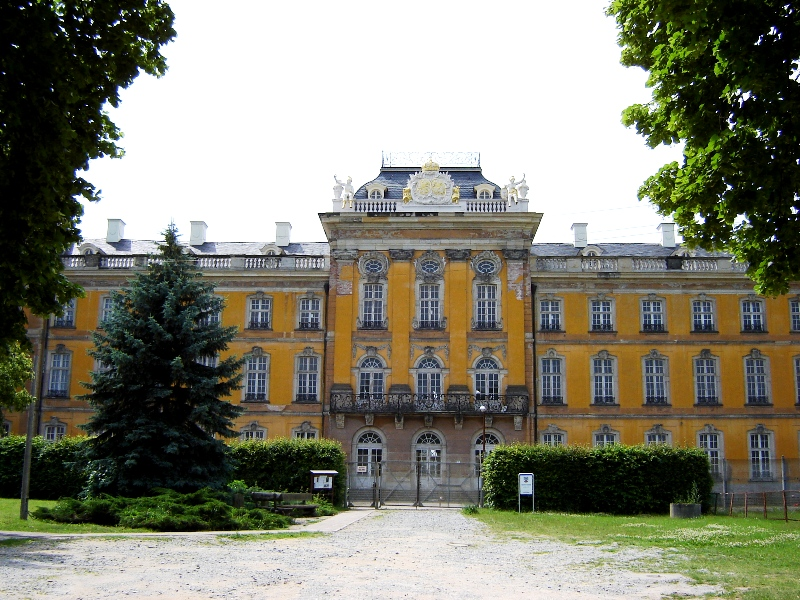
Château de Dornburg (de)
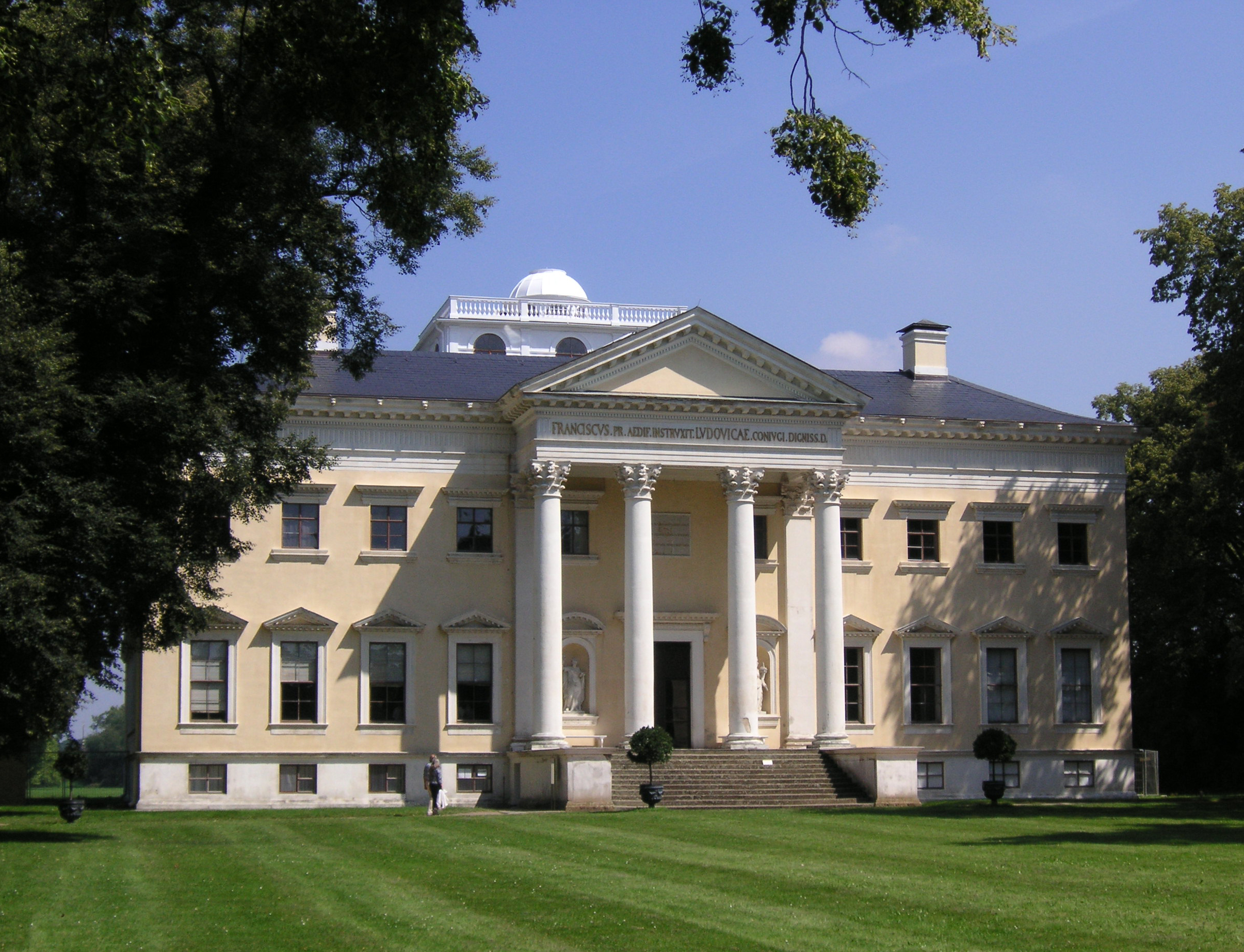
Château de Wörlitz (de)